# Stearoptene

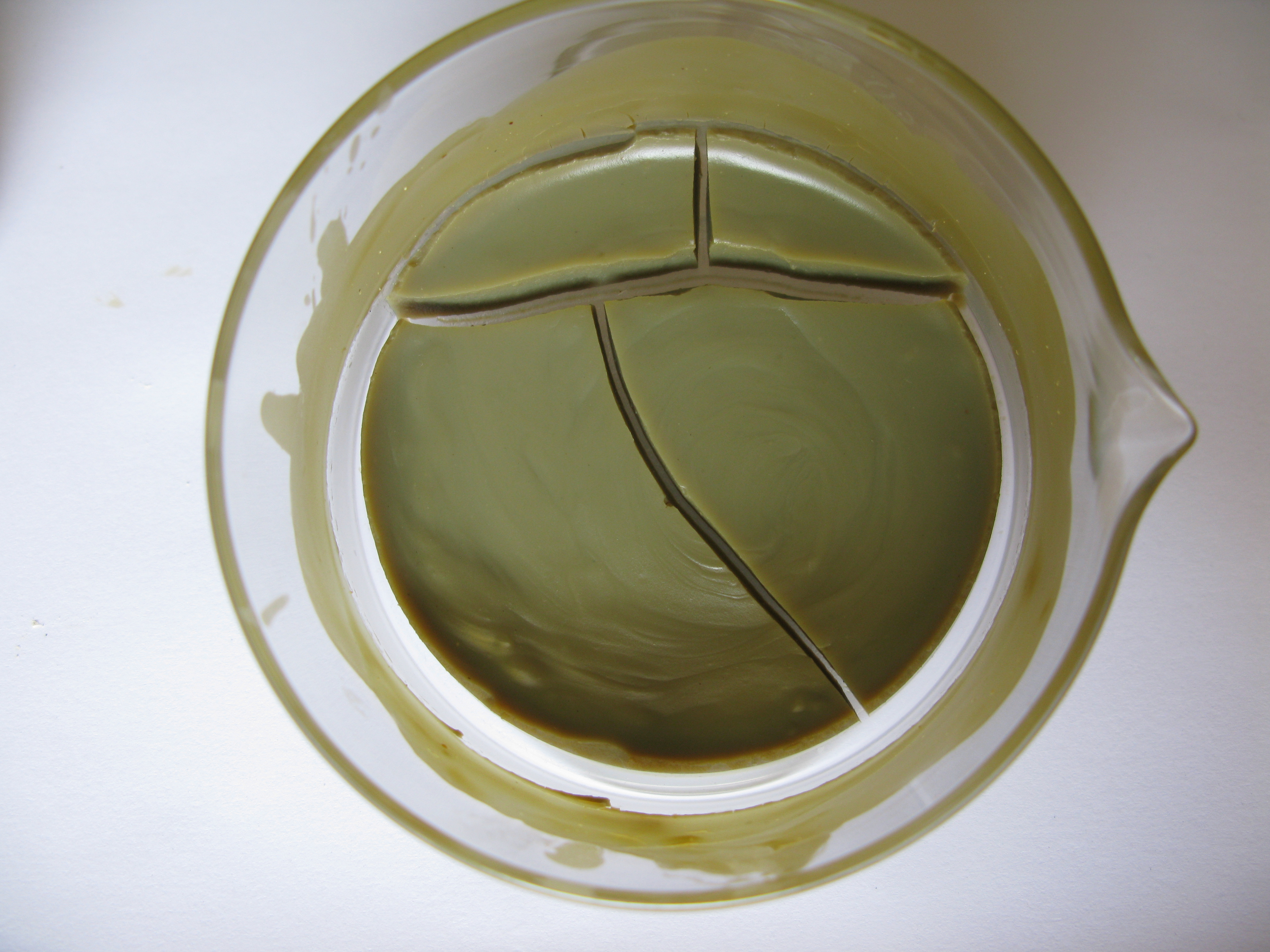
Stearoptene ottenuto come residuo dalla refrigerazione dell'olio essenziale di limone

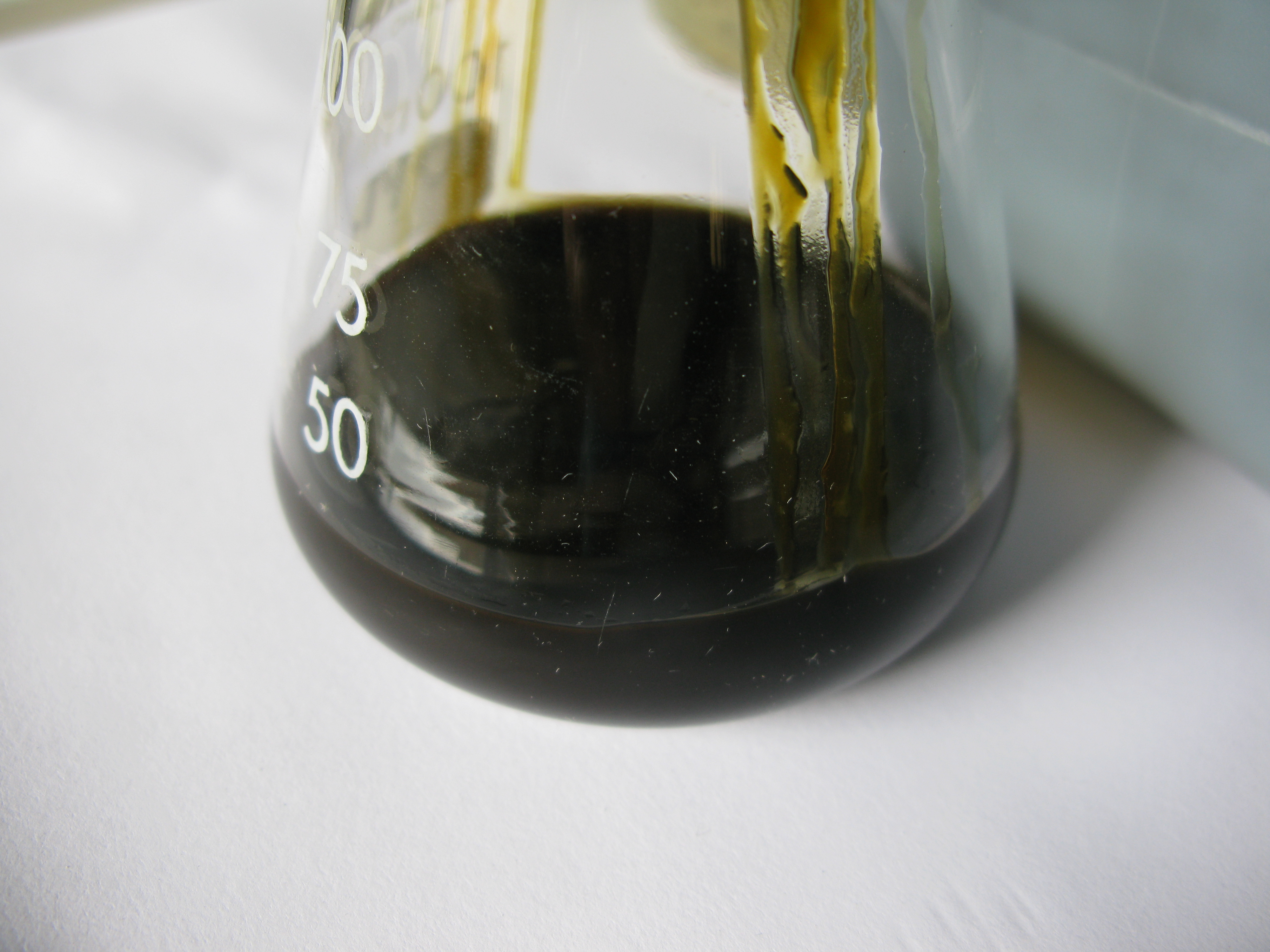
Stearoptene residuo della distillazione dell'olio essenziale di limone

Stearoptene è la parte solida di un olio essenziale che si separa in seguito a raffreddamento o lasciando riposare l'essenza per un lungo periodo di tempo. Di aspetto e consistenza cerosa è generalmente costituita da paraffine a lunga catena con un numero dispari di atomi di carbonio (C17, C19, C21, C23, C25 e C27). Si trova in particolare nell'olio essenziale di rosa, che ne può contenere dall'8% (Rosa centifolia) fino al 30% (rosa × damascena).